# Rosario, Batangas
Rosario là một đô thị cấp một ở tỉnh Batangas, Philippines. Theo điều tra dân số năm 2015, đô thị này có dân số 116.764 người trong.

## Các đơn vị hành chính
Rosario, về mặt hành chính, được chia thành 48 khu phố (barangay).
| - Alupay - Antipolo - Bagong Pook - Balibago - Bayawang - Baybayin - Bulihan - Cahigam - Calantas - Colongan - Itlugan - Lumbangan - Maalas-As - Mabato - Mabunga - Macalamcam A | - Macalamcam B - Malaya - Maligaya - Marilag - Masaya - Matamis (Malinao) - Mavalor - Mayuro - Namuco - Namunga - Natu - Nasi - Palakpak - Pinagsibaan - Barangay A (Pob.) - Barangay B (Pob.) | - Barangay C (Pob.) - Barangay D (Pob.) - Barangay E (Pob.) - Putingkahoy - Quilib - Salao - San Carlos - San Ignacio - San Isidro - San Jose - San Roque - Santa Cruz - Timbugan - Tiquiwan - Leviste (Tubahan) - Tulos |